# Carl De Keyzer
Carl De Keyzer est un photographe et opérateur belge né le 27 décembre 1958 à Courtrai.

## Biographie
En 1982, il entame une carrière de photographe indépendant tout en enseignant à l'Académie Royale des Beaux-Arts de Gand. 
Candidat à l'agence Magnum Photos en 1990, il l'intègre en qualité de membre associé en 1992, puis de membre à part entière en 1994.
Ses photographies et ses films documentaires ont été primés à de nombreuses reprises par des festivals en Belgique, en Suisse, en France et aux États-Unis[réf. nécessaire].

## Collections, expositions
- Museum of Contemporary Art, Ghent, Belgium
- Photography Museum, Charleroi, Belgium
- Photography Museum, Antwerp, Belgium
- Fnac Collection, Paris, France
- Ministry of Culture, Brussels, Belgium
- Centre international de la photographie, New York
- Centro de Arte, Salamanca, Spain
- Magnum Photos Collection, Harry Ransom Center, University of Texas at Austin

## Galerie

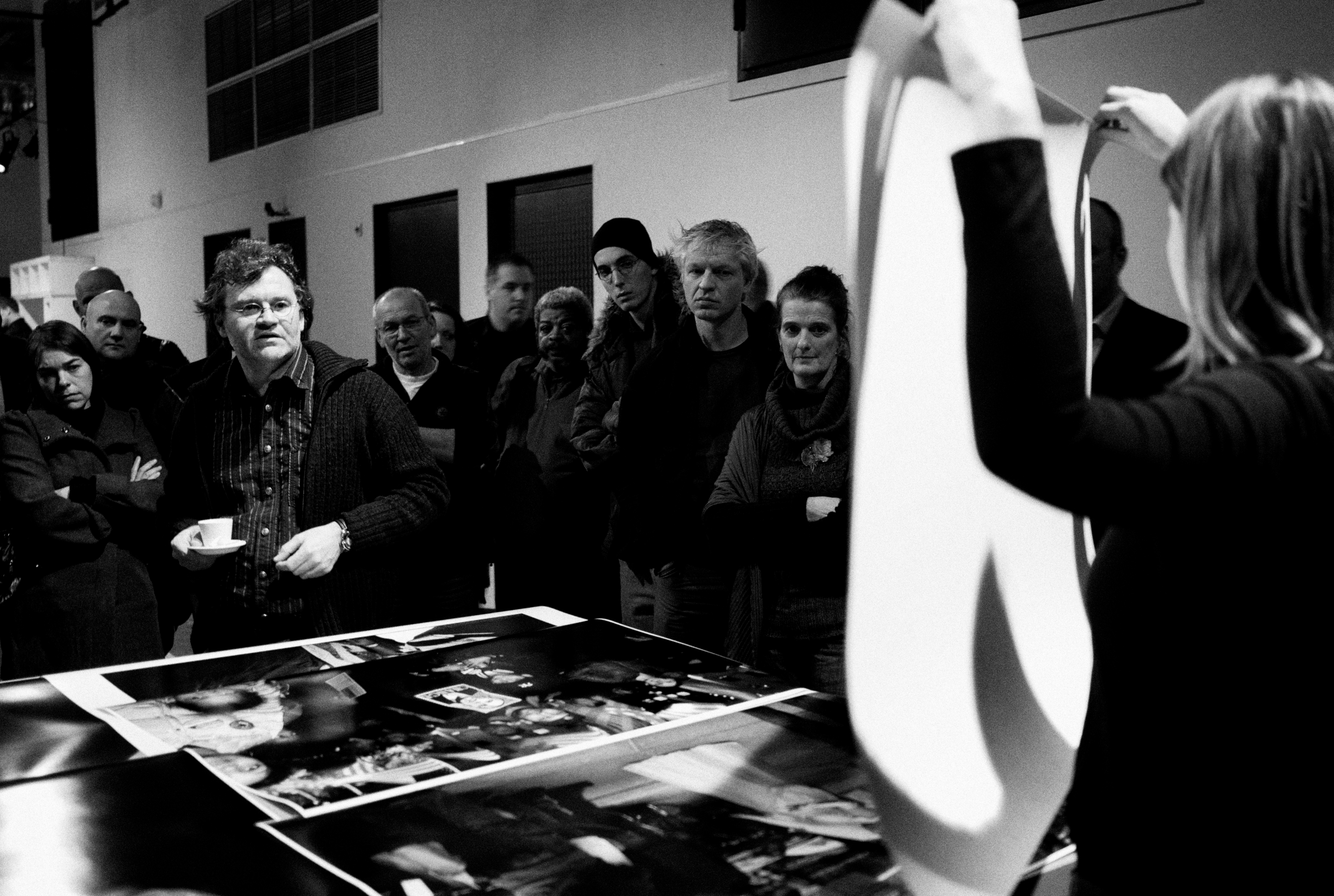